# 刘延柱
刘延柱（1936年—），男，江苏南京人，中国工程力学家，曾任上海交通大学教授、博士生导师。